# Enrique Luño Peña
Enrique Luño Peña (Villar de los Navarros, 19 dicembre 1900 – Barcellona, 13 gennaio 1985) è stato un giurista spagnolo.
Insieme ai colleghi Francisco Puy Muñoz, Luis Legaz Lacambra e José Corts Grau, fu uno dei giuristi spagnoli sostenitori del giusnaturalismo.